# 도키시역
도키시역(일본어: 土岐市駅)은 일본 기후현 도키시에 있는 도카이 여객철도 주오 본선의 역이다.

## 역 구조 및 승강장
단선 승강장 1면 1선과 섬식 승강장 1면 2선, 합계 2면 3선의 승강장을 가진 지상역. 2개의 승강장은 과선교로 연결되어 있다. 1 · 3번선이 본선으로, 2번선이 부본선이다. 3번 선의 북쪽에 차량 야간대박용의 측선이 있어, 아침 · 밤에는 이 역을 시 · 종착으로 하는 열차가 설정되어 있다.
역 장은 배치되지 않는 역 담당자 배치역(직영역)이며, 다지미역이 이 역을 관리한다. 구내 남쪽, 단선 승강장에 인접해서 설치되었던 역사의 내부에는, 발권 창구등이 놓여지고 있다.
도쿄 기점의 킬로 수는 353.7km이지만, 1번선 승강장에는 주오 본선 기점의 도쿄부터의 거리가 366km인 것을 표시하는 포스트가 있다.
다지미역 관리의 간이위탁역. 역사는 구내 동쪽, 단선 승강장(1번선)에 인접해서 놓아지고 있다.
| 1 | ■ 주오 본선 | 상행 | 다지미 · 나고야 방면     |             |
| 2 | ■ 주오 본선 | 상행 | 다지미 · 나고야 방면     | 특급 열차만 |
| 3 | ■ 주오 본선 | 하행 | 나카쓰가와 · 나가노 방면 |             |

예전에는, 역사 서쪽에 도노 철도 다치 선의 터미널형 승강장 1면 1선이 있었지만, 1972년 7월에 휴지. 그 후 1974년에 폐지되었다. 승강장의 부지에는 주차장등이 전용되고 있다.

## 이용 현황
기후 현 통계서에 의하면, 이 역의 하루 평균 승차 인원은 이하와 같이 추이되고 있다.
- 2006년도 - 5,944명
- 2007년도 - 5,903명
- 2008년도 - 5,882명
- 2009년도 - 5,721명

## 역 주변
- 도키 시영 주차장 (역 뒤, 역 앞)
- 도키 시향 토산물 진열소
- 도키 시청
  - 도키 시 문화 플라자
- 도키 시 문화 회관
- 도키 시 도서관
- 도키 시 보건 센터
- 도키 프리미엄 아울렛
- 국도 제19호선
- 주오 자동차도 도키 IC
- 도카이 환상 자동차도 도키미나미다지미 IC

## 역사
- 1902년 12월 21일 : 도키쓰역으로서, 일본국유철도 주오 선 다지미 - 나카쓰가와 간 개통과 동시에 개업.
- 1909년 10월 12일 : 선로 명칭 제정. 주오 사이선의 소속이 된다.
- 1911년 5월 1일 : 선로 명칭 개정. 이 역을 포함한 주오 사이선이 주오 본선에 편입된다.
- 1922년 1월 11일 : 다치 철도의 신토키쓰 역이 개업.
- 1928년 3월 1일 : 다치 철도의 신토키쓰 역을 일본국유철도 도키쓰 역과 통합, 양 사의 공동 사용역이 된다.
- 1944년 3월 20일 : 다치 철도가 도노 철도 다치 선이 된다.
- 1965년 7월 1일 : 도키시역으로 개칭.
- 1974년 10월 20일 : 도노 철도 다치 선 폐지(1972년부터 수해로 인해 휴지).
- 1984년
  - 1월 10일 : 차급 화물의 취급을 폐지.
  - 2월 1일 : 하물의 취급을 폐지.
- 1987년 4월 1일 : 일본국유철도 분할 민영화에 의해, 도카이 여객철도의 역이 된다.
- 2006년 11월 25일 : TOICA 도입.

## 인접 역
| 도카이 여객철도 주오 본선     | 도카이 여객철도 주오 본선                 | 도카이 여객철도 주오 본선 |
| ----------------------------- | ----------------------------------------- | ------------------------- |
| 에나 나카쓰가와 · 나가노 방면 | ■ 홈 라이너 ■ 센트럴 라이너 ■ 쾌속 ■ 보통 | 가마도 다지미·나고야 방면 |